# Gephyraspis
Gephyraspis is een geslacht van vlinders van de familie bladrollers (Tortricidae).

## Soorten
- G. contranota Diakonoff, 1973
- G. insolita Diakonoff, 1973
- G. lutescens Diakonoff, 1960